# Franziska Feldmeier
Franziska Feldmeier (* 5. Februar 1999 in München) ist eine deutsche Eishockeyspielerin, die seit Juni 2024 bei den Eisbären Juniors Berlin in der Fraueneishockey-Bundesliga unter Vertrag steht.

## Karriere
Franziska Feldmeier begann ihre Karriere beim TSV Erding, bei dem sie die männlichen Nachwuchsmannschaften bis hin zur U18-Juniorenmannschaft durchlief. Während der Saison 2013/14 debütierte sie für den ESC Planegg in der Fraueneishockey-Bundesliga und gewann 2014 ihre erste deutsche Meisterschaft mit dem Club. Bis 2015 spielte sie parallel weiter für die U18-Mannschaft des TSV Erding. Mit Planegg gewann sie auch in den Jahren 2015, 2017 und 2021 den deutschen Meistertitel sowie 2016, 2018 und 2019 die Vizemeisterschaft. Darüber hinaus spielte sie für den Club im EWHL Super Cup und dem DEB-Pokal der Frauen.
Bei der Eishockey-Weltmeisterschaft der U18-Frauen 2016 (Platz 2) spielte sie erstmals bei einer U18-Weltmeisterschaft für Deutschland, nachdem sie bereits die U14- und U16-Nationalmannschaft durchlaufen hatte. Aufgrund der gezeigten Leistungen (zwei Assists in 5 Spielen) wurde sie auch für die  Frauen-Weltmeisterschaft der Division I im gleichen Jahr nominiert und schaffte mit der deutschen Frauen-Nationalmannschaft den Wiederaufstieg in die Top-Division. Ein Jahr später, bei der Weltmeisterschaft der U18-Frauen 2017, schaffte sie mit dem U18-Nationalteam den Aufstieg in die Top-Division. Nach ihrem Abitur begann sie zunächst eine Ausbildung und konzentrierte sich in den Folgejahren vor allem auf den ESC Planegg und kam nicht mehr für die Nationalmannschaft zum Einsatz. Später begann sie mit einem Bachelor-Studium. Im Vorfeld der Weltmeisterschaft 2022 wurde Feldmeier erstmals wieder für den Weltmeisterschaftskader nominiert. Da sie sich vor Turnierbeginn eine Verletzung am Fußgelenk zuzog, spielte sie während des Turniers mit bandagiertem Fuß. Erst im Oktober 2022 unterzog sie sich einer Operation und musste für etwa 10 Wochen mit dem Eishockeysport aussetzen. Anschließend kehrte sie in den Kader des ESC Planegg zurück und wurde erneut in den WM-Kader berufen. Beim WM-Turnier in Brampton gehörte sie zu den stärksten deutschen Spielerinnen und erzielte 2 Tore und 3 Assists.
Anschließend wechselte sie erstmals in Ausland und unterschrieb einen Vertrag beim Linköping HC aus der Svenska damhockeyligan. Im Februar 2024 kehrte sie in die Frauen-Bundesliga zurück, als sie – gemeinsam mit Selma Luggin und Nara Eila – vom ECDC Memmingen verpflichtet wurde.
Im Juni 2024 entschied sie sich, zu den Eisbären Juniors Berlin zu wechseln.

## Erfolge und Auszeichnungen
- 2014 Deutscher Meister mit dem ESC Planegg
- 2015 Deutscher Meister mit dem ESC Planegg
- 2017 Deutscher Meister mit dem ESC Planegg
- 2021 Deutscher Meister mit dem ESC Planegg
- 2024 Deutscher Meister mit dem ECDC Memmingen

### International
- 2016 Aufstieg in die Top-Division bei der Weltmeisterschaft der Division I
- 2017 Aufstieg in die Top-Division bei der Weltmeisterschaft der U18-Frauen

## Karrierestatistik
(Legende zur Spielerstatistik: Sp oder GP = absolvierte Spiele; T oder G = erzielte Tore; V oder A = erzielte Assists; Pkt oder Pts = erzielte Scorerpunkte; SM oder PIM = erhaltene Strafminuten; +/− = Plus/Minus-Bilanz; PP = erzielte Überzahltore; SH = erzielte Unterzahltore; GW = erzielte Siegtore; 1 Play-downs/Relegation; Kursiv: Statistik nicht vollständig)